# 福州外国语学校

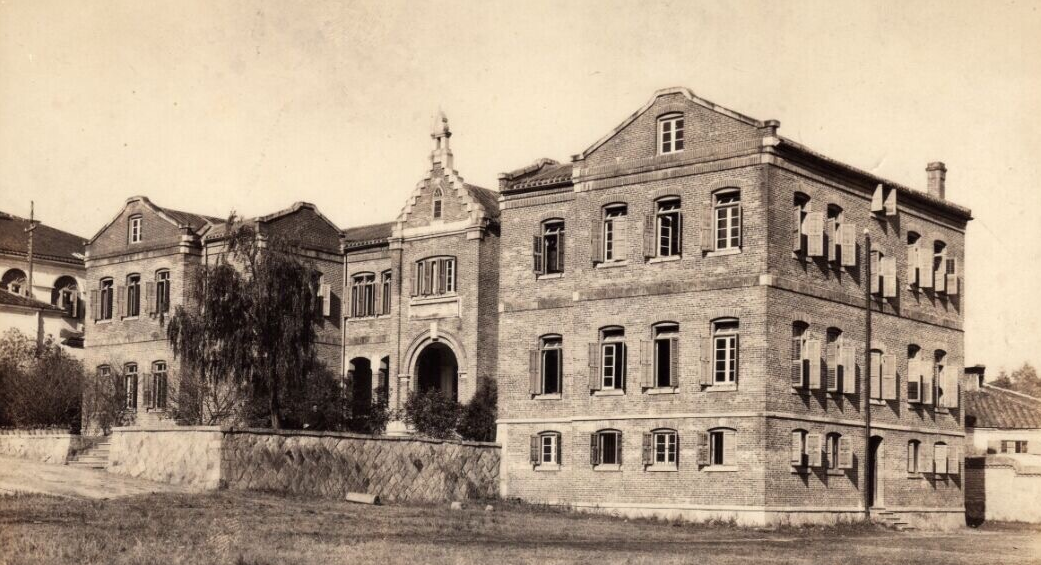
大清光緒三十三年（1907年）福州外國語學校的前身：福州三一学校建築。

福州外国语学校是一所公立完全中学，位于福建省福州市仓山区公园路。当地市民多称为九中。前身是牧师万拔文建立的福州三一学校，1907年该校成立，万拔文任校长，现任校长林建。建校之初，因该校的教会背景，管理者十分重视英语教育同时传播基督教。该校以建立富有外国语特色的学校为办学目标，并设有英语、日语、德语、西班牙语、法语、俄语课程，且配有外教。

## 学校概况
坐落于福州市仓山区公园路39号，前身是爱尔兰都柏林三一学院创办的私立教会学堂，福州三一学校；1952年10月，由福州市政府接办为一所新型的公立学校，定名为福州第九中学。1993年6月人民政府颁文更名为福州外国语学校。2004年被授予福建省普通中学三级达标学校，2006年被授予福建省普通中学二级达标学校，2014年被授予福建省普通中学一级达标学校。

## 办学特色

### 外语特色
学校自成立以来注重外语教学，使用英汉双语教学方法。1993年更名后，增加了日语教学课程。目前学校开设英语、日语、德语、法语、西班牙语、俄语六种语言课程，采用“双外语”教学模式。

### 足球特色
学校具有一定的足球传统，是福建省首批获得“国家级体育传统项目学校”称号的学校之一，也是将现代信息技术应用于足球教学的先行者。学校培养了部分国家级裁判和省级足球教师，并在各级足球比赛中取得过成绩。

### 国际交流
学校积极开展国际交流，与多个国家的学校建立了合作关系，也会组织学生与海外学校进行线上交流和线下交流，希望能够通过这些交流活动拓展学生国际视野。

## 教育集团
2020年6月9日福州市教育局、仓山区政府、福州外国语学校、福州城门中学签订四方合作协议，成立福州外国语学校教育集团。

### 唯一书院
2022年9月2日，福州外国语学校教育集团举行“唯一书院”授牌启动仪式。

## 招生

### 小升初
英语生划片录取，小语种则是来学校参与考试择优录取。

### 初升高
1.小语种（除零基础班）仅招收本校初三毕业生以及福州城门中学初中部日语班初三应届毕业生，按二级达标校学科等级要求录取。
2.英语生参加中考，报考福州外国语学校后，按中考规则进行录取。
3.通过自主招生考入。
4.招收足球特长生。

## 历任校长
万拔文、 林步基、陈世钟、陈中新、林鸿、王洪泠、廖素娟、林建